# Barrage Blowering
Le barrage Blowering est situé sur la rivière Tumut en Australie dans la région de Nouvelle-Galles du Sud à environ 400 km au sud-sud ouest de Sydney. Il fait partie du aménagements hydroélectriques des Snowy Mountains (Snowy Mountains Hydro-Electric Scheme). Il est associé à la station de production d'électricité Blowering Power Station.

## Le lac
Le barrage Blowering est un lac artificiel sur l'Tumut River sur le versant ouest des Snowy Mountains. Le lac résulte de la création d'un barrage construit sur son cours pour la aménagements hydroélectriques des Snowy Mountains (Snowy Scheme). Le  Snowy Scheme a été mené entre 1949 et 1974. Il a compris la déviation de cours d'eau pour produire de l'électricité pour les villes du sud-est et pour permettre l'irrigation de l'intérieur sec du pays. Seize barrages importants ; sept centrales importantes (deux au fond) ; une station de pompage ; 145 km des tunnels par les montagnes ; et 80 km des aqueducs ont été construits. L'arrangement est actionné et maintenu par Snowy Hydro Limited.
Le 8 octobre 1978, Ken Warby y obtient le record de vitesse aquatique avec 511,13 kilomètres à l'heure.
Le barrage Blowering est un endroit apprécié par les pêcheurs. Il est situé près du Parc national du Kosciuszko, de la ville de Tumut et la ville fantôme historique de Kiandra.

## Galerie de photographies

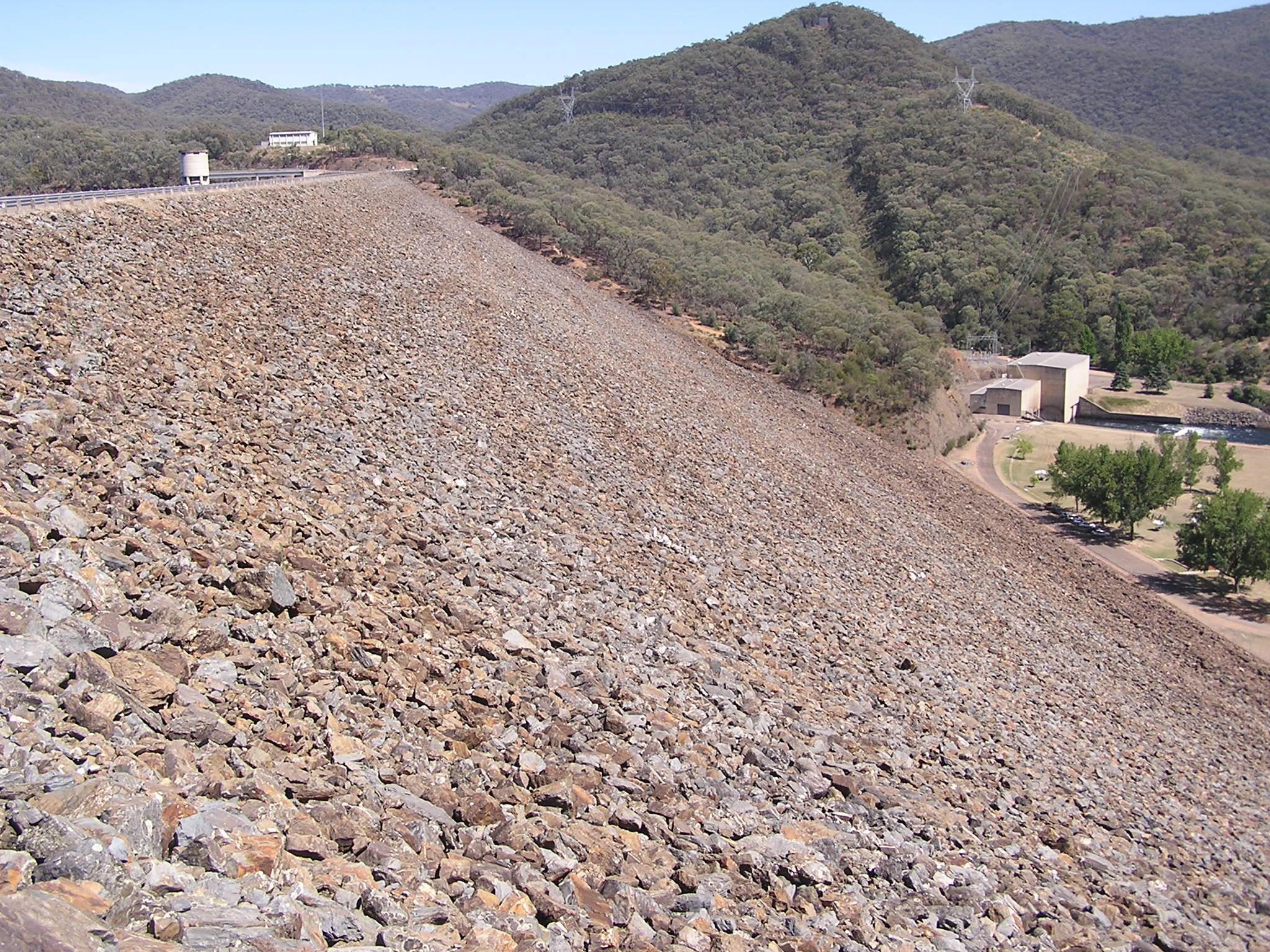
Barrage Blowering.
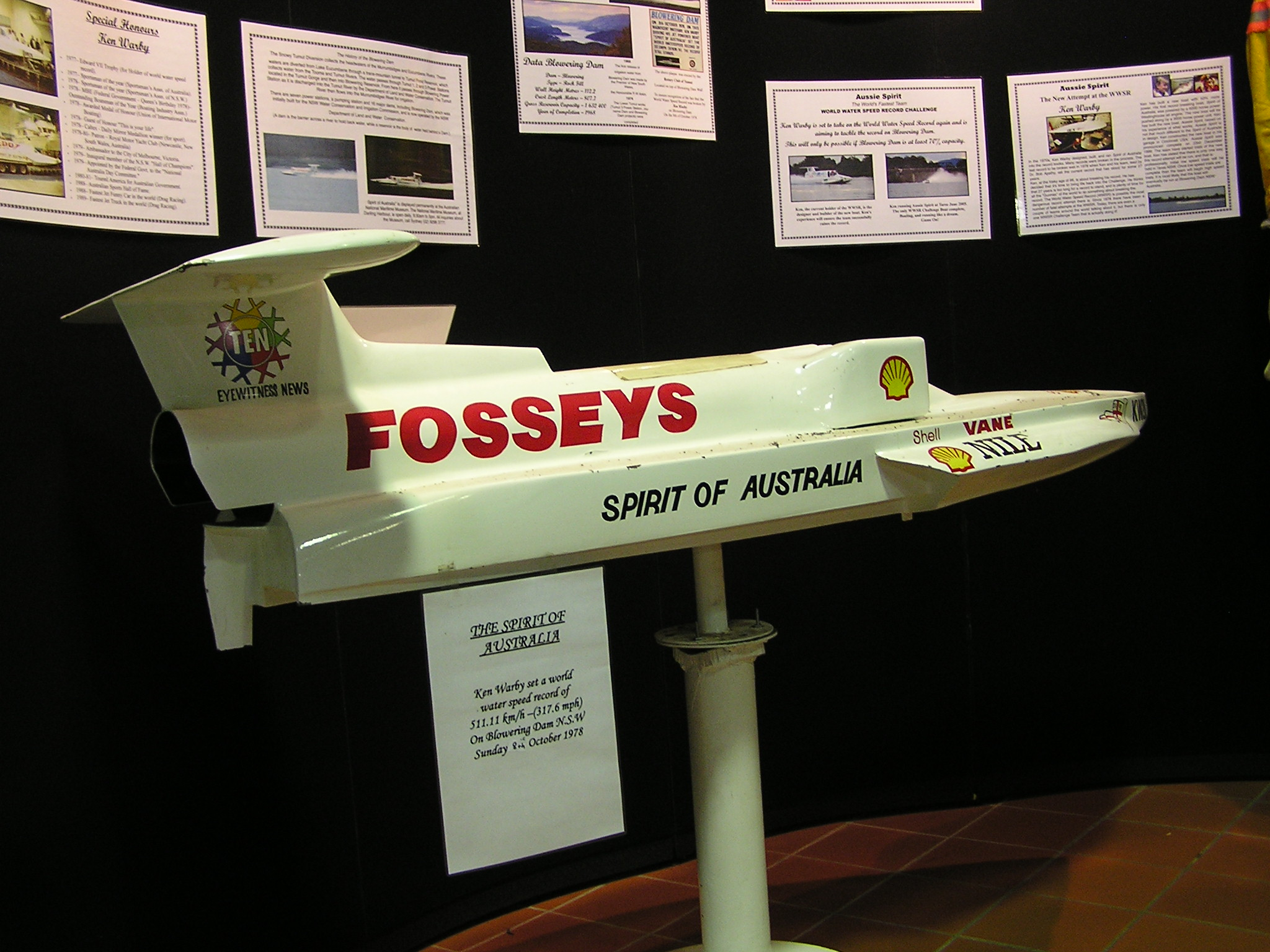
En 1978, Ken Warby y obtient le record de vitesse aquatique sur le barrage Blowering.
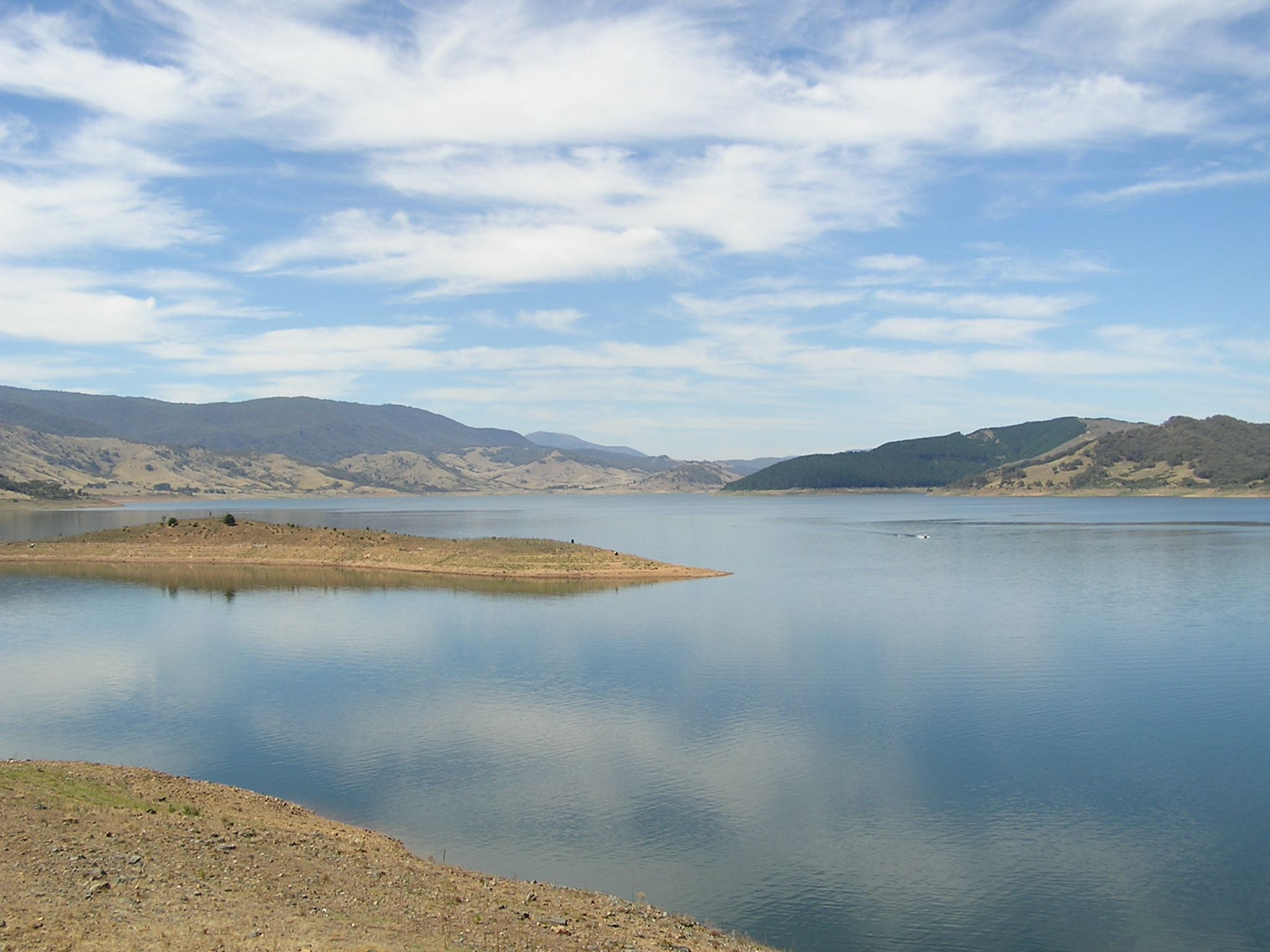
Barrage Blowering en 2006.
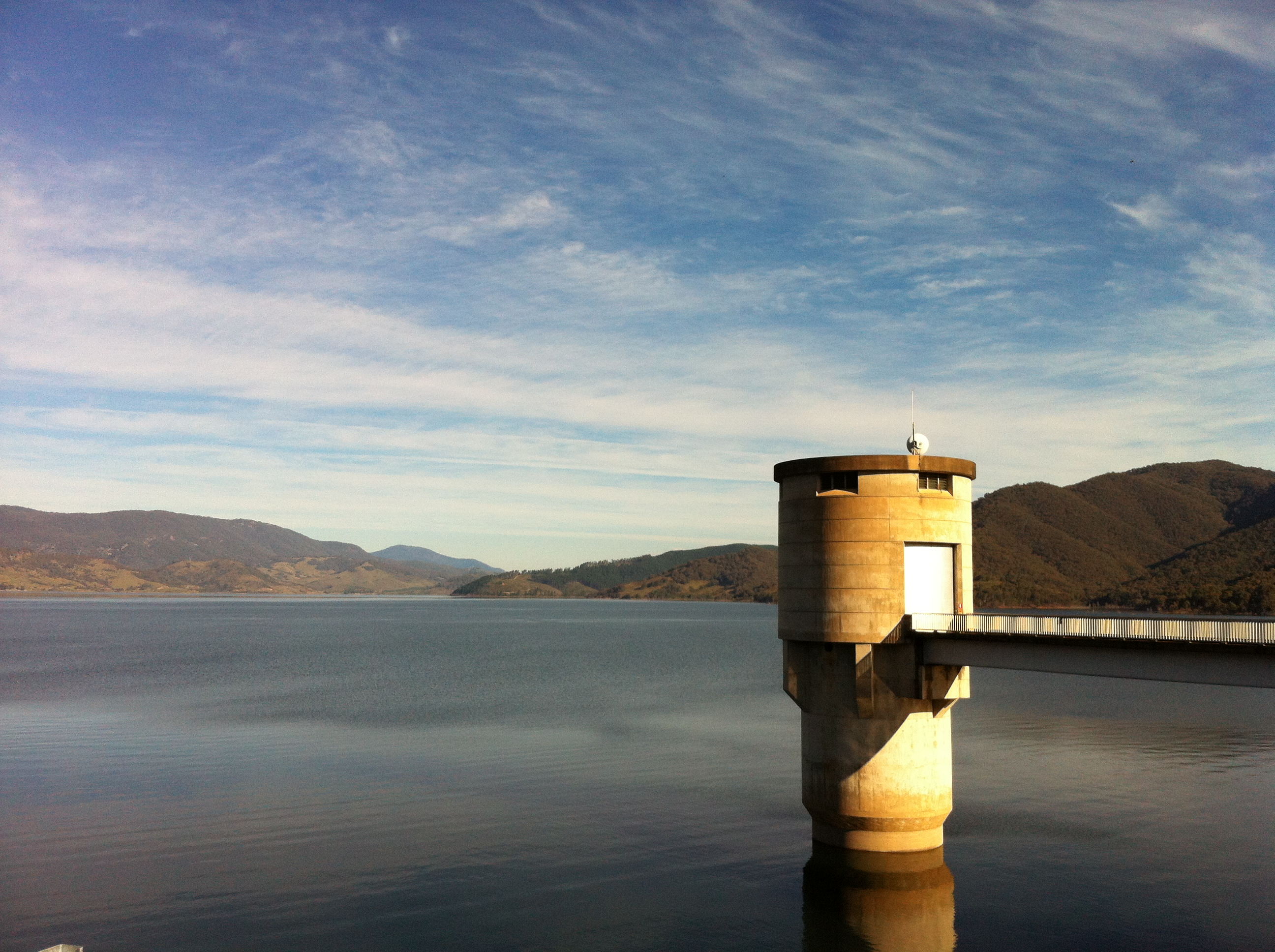
Barrage Blowering en 2012.